# 木曾 (小惑星)
木曾（きそ、2271 Kiso）は、小惑星帯に位置する小惑星。
1976年10月、香西洋樹と古川麒一郎が、長野県の東京天文台木曾観測所（現：東京大学大学院理学系研究科附属天文学教育研究センター木曾観測所）で発見した。

## 名称
発見地である木曾観測所に因む。命名は1980年10月の小惑星回報（MPC 5525）で公表された。
御嶽山麓の木曽郡木曽町（旧：三岳村）・上松町・王滝村にまたがって所在しているこの観測所は、1974年、東京大学附属東京天文台木曾観測所として開設された。1988年に東京天文台が改組された際、東京大学理学部附属天文学教育研究センター木曾観測所となり、大学院重点化以後は東京大学大学院理学系研究科附属天文学教育研究センター木曾観測所と改められている。
なお、木曾観測所周辺の地名に関連した命名が行われた小惑星として、(2330) 御嶽、(2470) 上松、(2924) 三岳村、(2960) 王滝 がある。